# 나미타
나미타(Namitha, 1981년 5월 10일 ~ )는 인도의 배우, 모델이다.

## 출연 작품
- 카마수트라 나잇 (2008)
- 엔갈 안나 (2004)